# Teresa Jornet i Ibars
Teresa Jornet i Ibars (Aitona, Lleida, 9 de gener de 1843 - Llíria, València, 26 d'agost de 1897) va ser una religiosa, fundadora de la congregació religiosa de les Germanetes dels Ancians Desemparats el 1872. Beatificada el 1958, va ser canonitzada per Pau VI el 1974. Se'n celebra la festivitat litúrgica el 26 d'agost.
Va néixer el 9 de gener 1843 a Aitona, en el si d'una família molt devota de pagesos. Va cursar estudis de Magisteri i va exercir com a mestra a Argençola. El 1868 va ingressar al monestir de clarisses de Briviesca (Burgos), del qual va haver de sortir el 1870 per motius de salut. Va estar molt influïda per un oncle seu, el beat Francesc Palau i Quer, carmelita descalç exclaustrat, dedicat a l'apostolat, la vida contemplativa i a la publicació d'obres apologètiques, creador d'institucions d'ensenyament i fundador dels Carmelites Descalços Terciaris. Teresa va treballar a les escoles del pare Palau, sense vincular-se a cap mena de vida religiosa, fins al 1872.
El 1872, a Barbastre, coneix el sacerdot Pedro Llacera, que li feu conèixer els plans de fundació d'una comunitat que treballés per la gent gran desvalguda, que preparava el sacerdot Saturnino López Novoa, canonge de la Catedral d'Osca. Teresa s'hi oferí per col·laborar-hi i, amb Saturnino López, va fundar la Congregació de Germanetes dels Ancians Desemparats el 3 d'octubre de 1872. Pocs dies després, va ser nomenada superiora de la congregació. De Barbastre, la comunitat va traslladar-se a València, on Teresa va ser-ne confirmada com a directora general el 1875. Va pronunciar el vots perpetus el 8 de desembre de 1877. El 1887 va ser elegida superiora general de l'institut. Va morir a Llíria el 26 d'agost de 1897.
En morir, hi havia 103 cases-asils actives de la congregació, a Espanya i Amèrica, amb 1.260 germanetes. Va deixar un extens epistolari, de gran interès històric i espiritual

## Veneració
Les seves despulles van ser traslladades a València, a la Casa Mare de la Congregació. Va ser beatificada per Pius XII el 27 d'abril de 1958 i canonitzada el 27 de gener de 1974 per Pau VI.